# Théâtre des Petites Garnottes
Le Théâtre des Petites Garnottes (TPG) est une compagnie de théâtre québécoise fondée en 2007 par un collectif de jeunes artistes pluridisciplinaires. D'abord installé à Montréal, le TPG déménage par la suite à Québec en septembre 2009, où il base encore aujourd'hui ses activités.

## Mandat
Le mandat du Théâtre des Petites Garnottes est de créer, de produire et de diffuser des spectacles ayant comme particularités l'exploration du corps et de la parole poétique.
Bien qu'il œuvre normalement dans le champ d'action théâtral, le TPG s'ouvre également à d'autres formes scéniques telles que l'opéra, la danse et autres formes connexes.

## Direction
Le Théâtre des Petites Garnottes (TPG) est présentement dirigé par Mathieu Larrivée, qui en assure la direction générale et artistique. Jeune metteur en scène québécois, ce dernier est en poste depuis 2007 et fait également partie de membres fondateurs du TPG. Le conseil d'administration compte également parmi ses membres d'autres jeunes artistes et gestionnaires québécois : Marie-Pier Lagacé, Samuel Patenaude, Justin Maheu, Noémie Avidar, etc.

## Productions
- 2007 : Le nuage en pantalon de Vladimir Maïakovski.
- 2009 : L'hiver éternel de Simon Boulerice et Mathieu Larrivée.
- 2010 : Le langue-à-langue des chiens de roche de Daniel Danis, lecture publique
- 2010 : The Juniper Tree, opéra de Philip Glass et Robert Moran, d'après un livret d'Arthur Yorinks[3]